# Sylvio Ferraz Mello
Sylvio Ferraz Mello (São Paulo, 26 de outubro de 1936) é um astrônomo brasileiro.

## Vida
Bacharel em física pela Universidade de São Paulo, em 1959. Obteve um doutorado em matemática na Universidade de Paris, em 1967. Foi professor do Instituto Tecnológico de Aeronáutica até 1975, sendo em seguida professor da Universidade de São Paulo. Foi diretor do Instituto de Astronomia, Geofísica e Ciências Atmosféricas da Universidade de São Paulo.

## Prêmios e condecorações
Recebeu a grã-cruz Ordem Nacional do Mérito Científico. Recebeu o Prêmio Brouwer de 2015.
O asteroide 5201 Ferraz-Mello é denominado em sua homenagem.